# فيرجينيا-فئة غواصات
فئة فيرجينيا، المعروفة أيضا باسم فئة أس أس أن-774 (774 هو رمز تصنيف الهيكل)، هي فئة من الغواصات الهجومية السريعة اللتي تعمل بالطاقة النووية تخدم في البحرية الأمريكية.
صممت غواصات فئة فيرجينيا لطائفة واسعة من المهمات في المحيطات المفتوحة والساحلية، بما في ذلك الحروب المضادة للغواصات وعمليات جمع المعلومات الإستخبارية. ومن المقرر أن تحل محل الغواصات القديمة من فئة لوس أنجلوس، والكثير منها قد تم إيقافه بالفعل. ومن المتوقع أن تظل في الخدمة حتى عام 2060 على الأقل، مع غواصات من المتوقع أن تبقى حتى 2070.